# Kamp Lazlo
Kamp Lazlo (v izvirniku angleško Camp Lazlo) je ameriška animirana televizijska serija, ki jo je za Cartoon Network ustvaril Joe Murray.
Zgodba spremlja Lazla, antropomorfno opico brezpalčarko, ki obiskuje tabor Kidney, tabornikom podoben poletni tabor v gorovju Pimpleback. Lazlo živi v koči »Jelly Bean« skupaj s svojima tovarišema, indijskim slonom Rajem in pritlikavim nosorogom Clamom. Lazlo je pogosto v sporu s pesimističnim vodjo tabornikov Lumpusom, drugim poveljnikom Slinkmanom in drugimi taborniki. Tabor Kidney leži na drugi strani jezera, v kraju Acorn Flats, kjer se nahaja ženski tabor veveric (ki delujejo podobno kot taborniki).
To je bila ena prvih serij studia Cartoon Network, ki je nastala v širokokotnem formatu 16:9, čeprav je bila prvotno predvajana v celozaslonskem formatu 4:3.

## Liki
- Lazlo, opica brezpalčarka
- Raj, indijski slon
- Clam, beli nosorog
- Lumpus, los
- Slinkman, polž lazar
- Edward, kljunaš
- čip,
- Schip

## V Sloveniji
Serija je bila predvajana na Pop TV leta 2008.